# ハンガリー海軍艦艇一覧
ハンガリー海軍艦艇一覧は、ハンガリー共和国河川部隊が過去保有した、または現在保有する、または将来保有する予定の、未完成・計画中止を含めた歴代艦艇一覧である。
現在のハンガリー共和国河川部隊は、正式には第1水中処分河川小艇隊大隊と称しており、ハンガリー陸軍の部隊の一つである。
オーストリア・ハンガリー帝国海軍の艦艇一覧はオーストリア＝ハンガリー帝国海軍艦艇一覧を参照のこと。
凡例

## 現有勢力（2011年現在）
- 国防予算：18億6,000万ドル（+2億4,000万ドル）
- 海軍人員：100名
- 艦船隻数：3隻

掃海艇×3

## 艦艇一覧（近代海軍以前）

### 蒸気航走艦
- （Elina） - ??年、??門
- （Samarna） - ??年、??門
- （Val） - ??年、??門

## 艦艇一覧（近代海軍）

### 主力艦

#### 戦艦
モニター艦
- Leitha級 - 2隻 ※ 河川モニター

（Leitha）、（Maros）
- Körös級 - 2隻 ※ 河川モニター

（Körös）、（Szamos）
- （Temes） - 1隻 ※ 河川モニター

- Enns級 - 2隻 ※ 河川モニター

（Enns）、（Inn）
- Almos級 - 4隻 ※ 河川モニター

（Almos）、（Sava）、（Bosnia）、（Ragusa）

### 機雷戦艦艇

#### 敷設艦艇
敷設艇
- （Tulin） - 1隻

### 哨戒艦艇

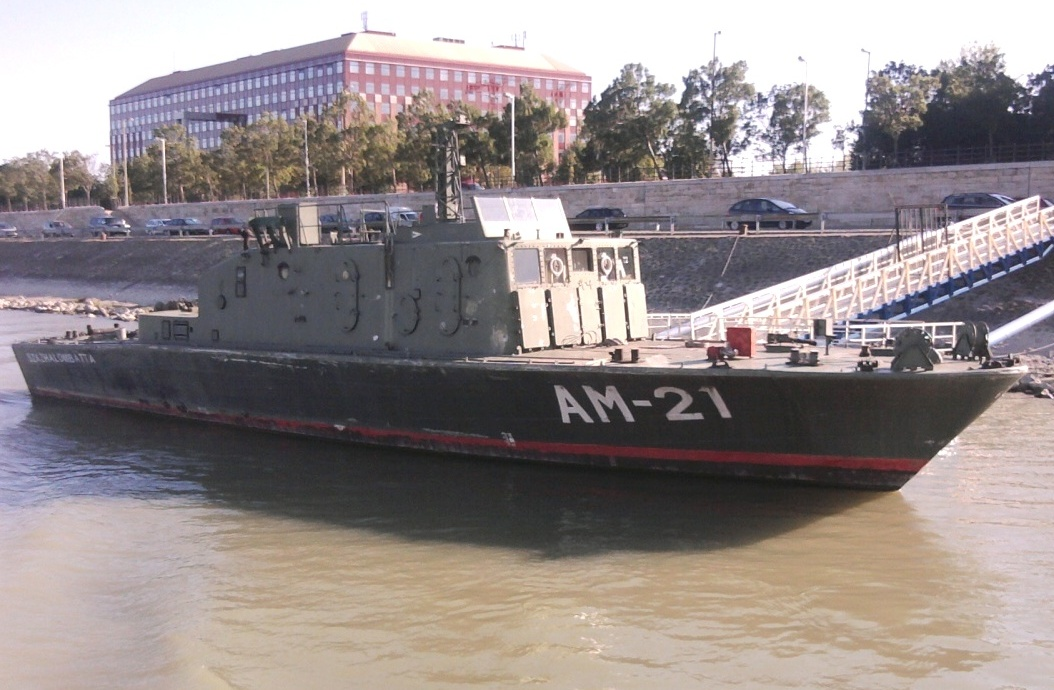
Neštin級河川掃海艇「Százhalombatta」

#### 哨戒・警備艦艇
哨戒艇
- 各型 - 4隻

（Barsch）、（Borsto）、（Fogos）、（Kompo）
- 『b』型 - 2隻

b、d
- f - 1隻

- 『g』型 - 2隻

g、h
- 旧・墺艇 - 4隻

（Debrecen）、（Szeged）、（Keccskemét）、（Siófok）
水雷艇
- （Veksel） - 1隻

トローラー
- 各型 - 2隻

（Bayo）、（Boski）

### 補助艦艇

#### その他
武装ヨット
- （Hebe） - 1隻